# ロバの尻尾
ロバの尻尾（ロバのしっぽ、ロシア語: «Ослиный хвост»）とは、美術家集団「ダイヤのジャック」のうち、最左翼メンバーを結集して発足したロシアの美術グループで、同時代の立体未来主義運動に影響されていた。
指導者でグループの命名者であるミハイル・ラリオーノフと、その妻ナタリア・ゴンチャロワのほかに、カジミール・マレーヴィチ、マルク・シャガール、アレクサンドル・シェフチェンコが同人であった。1912年に最初で最後の展覧会をモスクワで開き、1913年には解散した。ニキータ・セヴェリーニの自伝によれば、このグループは未来派だったという
解散から長らく美術史からは忘れられていたが、ニキータ・フルシチョフの「『ロバの尻尾』事件」やその後のロシア・アヴァンギャルド芸術の再評価を通じて、再びその存在が知られるようになった。

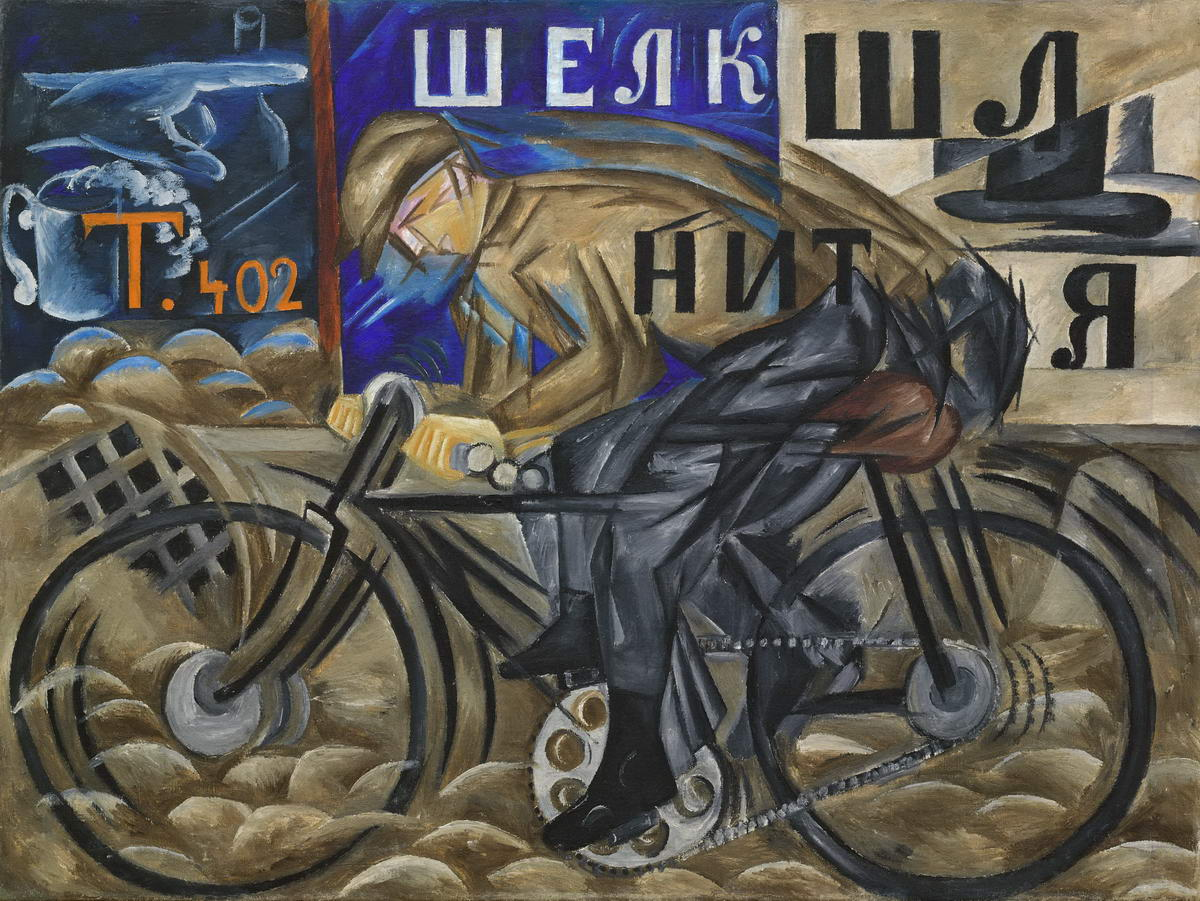
ナタリア・ゴンチャロワ『自転車乗り』（1913年）
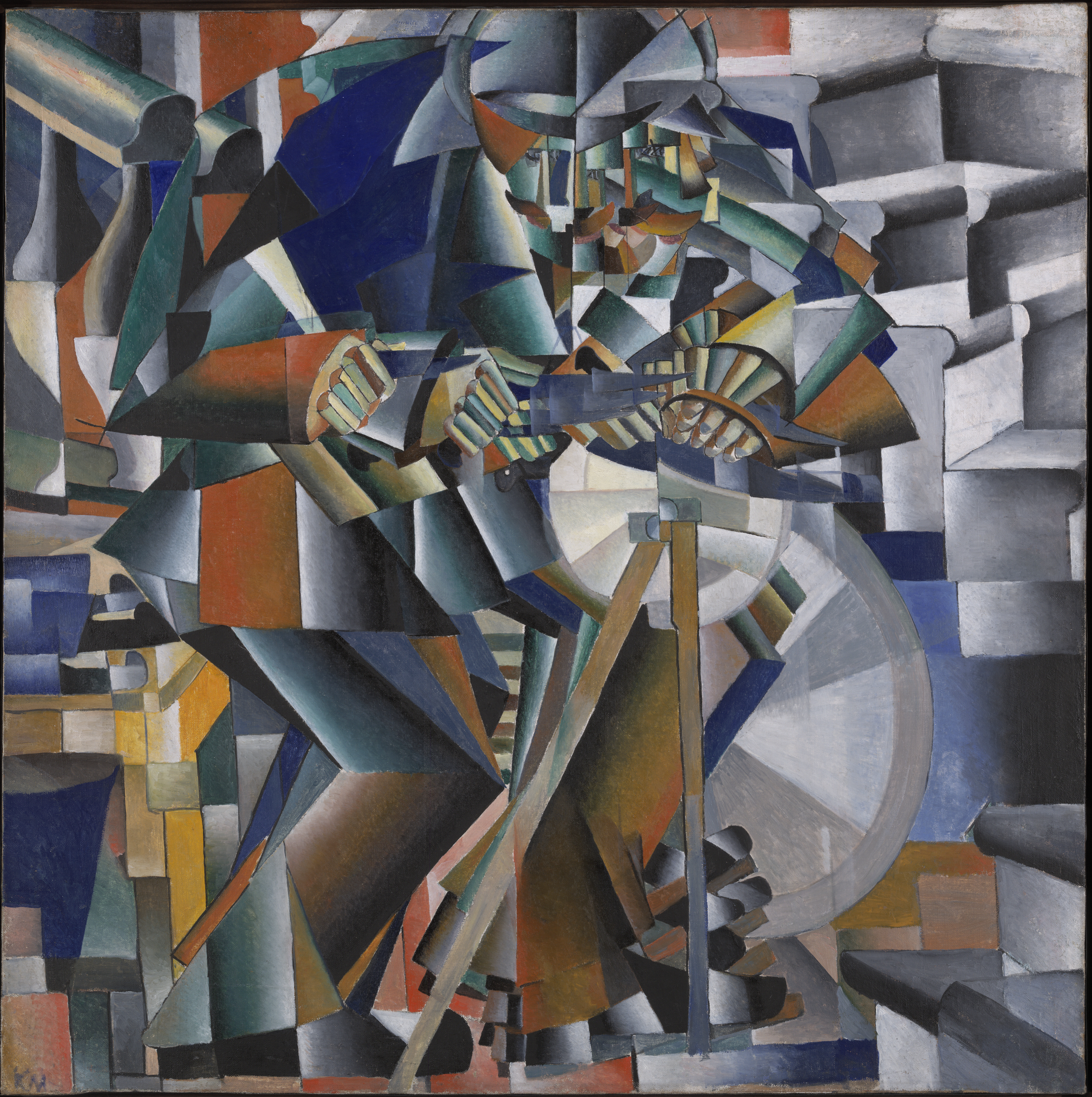
カジミール・マレーヴィチ『研ぎ師』（1913年）
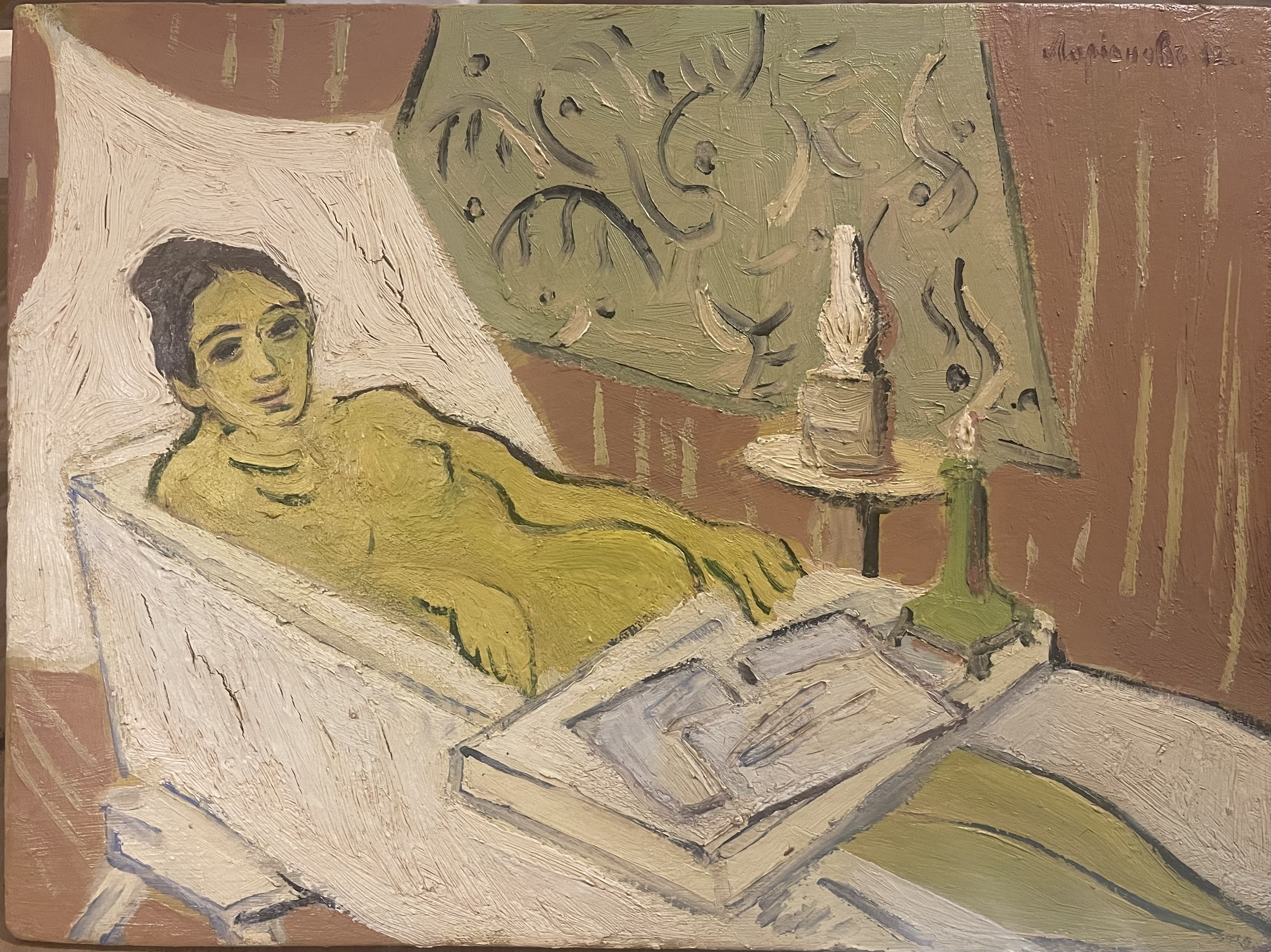
ミハイル・ラリオーノフ ‘’女性像の習作‘’（1912年）